# Comando Arajs
Comando Arajs foi uma unidade da polícia da Letônia controlada pela Sicherheitsdienst e liderada pelo Sturmbannführer Viktors Arājs. É conhecida como uma das mais notórias unidades de extermínio durante o Holocausto.
Criada na Letônia no começo de julho de 1941, logo após a captura de Riga pelas tropas nazistas lideradas por Walter Stahlecker, comandante da Einsatzgruppe A e Befehlshaber da Sicherheitspolizei.
A unidade participou de várias atrocidades, principalmente o extermínio de judeus, ciganos e deficientes mentais. Estimativas indicam que o Comando matou cerca de 26 mil judeus 